# 格羅塞托省
格羅塞托省（義大利語：Provincia di Grosseto）是意大利托斯卡纳大区的一個省。面積4,504平方公里，2006年人口220,742人。首府格羅塞托。
下分28市鎮。